# Ирара
Ирара̀ (на португалски: Irará) е град и едновременно община в Бразилия.

## География
Градът се намира в щата Баия. Той е транспортен възел като от него тръгват в седем посоки шосета към по-малките съседни градове. Най-близките големи градове до Ирара са Алагоиняс и Фейра ди Сантана. Население 25 827 жители (2004).

## История
Градът е основан 27 май 1842 г.

## Личности
Родени
- Дида (р. 1973), футболен вратар
- Том Зе (р. 1936), композитор и киноартист